# Вурцбах-Танненберг, Константин фон
Константин Вурцбах фон Танненберг (литературный псевдоним — Констан, нем. Constantin Wurzbach Ritter von Tannenberg; 11 апреля 1818, Любляна, Австрийская империя — 18 августа 1893, Берхтесгаден) — австрийский лексикограф, филолог, литературовед, поэт, писатель

, библиограф

, историк, архивист, библиотекарь

.

## Биография

### Юность
Вурцбах, наречённый в крещении Эдуардом Константином Михаэлем, был седьмым из десяти сыновей доктора юридических наук Максимиллиана Вурцбаха, который в 1854 году был возведён в дворянство с титулом «фон Танненберг», и Жозефины Пинтер. Вырос в Любляне и закончил философский факультет местного лицея. Был сотрудником одного периодического издания. Уже в ранней юности вдохновившись поэзией Николауса Ленау и Анастасия Грюна, писал со своим самым старшим братом Карлом стихотворения на немецком языке.

### Военная служба
После повышения до младшего лейтенанта в 1841 году, был причислен ко львовской военной части. Одновременно со службой он обучался в местном университете и в 1843 году получил учёную степень доктора философии как первый действующий австрийский офицер. В конце того же года он ушёл из армии и занял должность в библиотеке Львовского университета. Впоследствии — в редакции правительственной газеты «Amts-Zeitung» (при губернаторе Ф. Стадионе).
В 1847 году Вурцбах занял должность во львовской газете, а революционный 1848 год пережил в качестве политического журналиста. С октября сперва формально был назначен в придворную библиотеку в Вене, а в декабре занял пост архивариуса в министерстве внутренних дел.

## Научная деятельность и творчество
К поэтическим произведениям Вурцбаха относятся стихотворные сборники и отдельные поэмы или, точнее, рассказы в стихах — форма, наиболее удававшаяся ему: «Mosaik» (Краков, 1841); «Parallelen» (3 изд., Лейпциг, 1852); «Von einer verschollenen Königsstadt» (2 изд., Гамбург, 1857); «Napoleon» (1851) и служащий ему продолжением «Der Page des Kaisers» (Дюссельдорф, 1854); «Kameen» (Дюссельдорф, 1856); «Die Gemmen» (Гамбург, 1855); «Cyklamen» (Вена, 1872) — сборник лирических стихотворений, и продолжение его «Aus dem Psalter eines Poeten» (Лейпциг, 1874).
Автор сборников украинских и польских песен (1845) и пословиц (1860). Анонимно опубликовал брошюру «Галичина в это время» (1848).
Главный труд — биографическое сочинение — колоссальный и единственный в своём роде в Австрии труд — 60-томный «Биографический словарь Австрийской империи» (1856—1891), в котором помещены многочисленные биографии деятелей Австрийской империи, в том числе на Галичине, Буковине, Закарпатской Украине. Работа над ним длилась более 35 лет. При появлении 25-го тома словаря император Франц Иосиф I пожаловал Вурцбаху дворянское достоинство.

## Избранные научные труды
- Galizien in diesem Augenblick. Lemberg, 1848;
- Biographischen Lexikons des Kaiserthums Österreich, bd. 1-60. Wien, 1856-91.
- Die Volkslieder der Polen und Ruthenen. Wien 1846
- Parallelen. Wiegand, Leipzig 1849
- Die Sprichwörter der Polen historisch erläutert Ausg., Wien 1852
- Die Kirchen der Stadt Krakau. Wien 1853
- Der Page des Kaisers : ein Gedicht von der Treue. — Düsseldorf : Arnz, 1854.
- Bibliographisch-statistische Übersicht der Litteratur des österreichischen Kaiserstaats. 3 Teile, Wien 1853—1856
- Das Schillerbuch. Wien 1859
- Joseph Haydn und sein Bruder Michael. Wien 1862
- Historische Wörter, Sprichwörter und Redensarten Heft, Prag 1863
- Glimpf und Schimpf in Spruch und Wort. Wien 1864
- Mozartbuch. Wien 1868
- Franz Grillparzer. Wien 1871
- Zur Salzburger Biographik. 1872
- Ein Madonnenmaler unsrer Zeit: E. Steinle. Wien 1879